# Зволень
Зволень (пол. Zwoleń) — город в Польше, входит в Мазовецкое воеводство, Зволенский повят. Имеет статус городско-сельской гмины. Занимает площадь 15,78 км². Население — 8194 человек (на 2004 год).

## Города-побратимы
- Зволен, Словакия
- Плоешти, Румыния